# Rebecca Rowe
Rebecca Rowe (ur. 16 maja 1981 w Bridgend) – brytyjska wioślarka.

## Osiągnięcia
- Mistrzostwa Świata – Monachium 2007 – czwórka bez sternika – 4. miejsce[1].
- Mistrzostwa Europy – Poznań 2007 – ósemka – 3. miejsce[1].